# Qué bonito amor
 (срп. Прелепа љубав) мексичка је теленовела, продукцијске куће Телевиса, снимана током 2012. и 2013.

## Синопсис
Сантос Мартинез де ла Гарза је млад и безбрижан милионер, власник ауто-компаније, који бива преварен од стране својих најближих пословних партнера, између осталих и Бруна, најбољег пријатеља и некадашњег дечка његове сестре Венди. Након што је оптужен за превару и прање новца, Сантос одлучује да из Лос Анђелеса побегне у Мексико. Због тога је приморан да промени идентитет и сада је маријачи Хорхе Алфредо Варгас.
С друге стране, Марија Мендоса је скромна, лепа и храбра девојка, која живи са својом мајком Амалијом и двема млађим сестрама. Амалија је удовица и болује од дегенеративне болести, а поред Марије има и петнаестогодишњу ћерку Палому, те осмогодишњу Исабел. Од смрти њиховог оца Педра, Марија је приморана на непрестани рад како би својој породици обезбедила све неопходно.
Марија ради у оближњем бару. То је место на ком пева ранчерске песме, где упознаје Сантоса, и где њих двоје по први пут упознају праву љубав. Бар је у власништву Дон Конча и његове супруге Лурдес, а у њему раде и Маријини нераздвојни пријатељи, чланови маријачи бенда: Колосо, Фернандо, Сантос, Баритоно, Авентуреро и Гавилан.
Међутим, не подржавају сви Сантосову и Маријину љубав. Сантос се суочава са Рубеном дел Олмом, моћним предузетником, који је опчињен Маријом, те Коласом, вечним заљубљеником у Марију, који му увек одговара на борбу, све док их велико ривалство не претвори у још веће пријатеље. Марија је на вечној мети Елвире, ћерке Дон Канча, која ће својим сплеткама и триковима, хировито и по сваку цену покушати да освоји Сантоса. Међутим, ништа од тога не успева да раздвоји Марију и Сантоса. Све док се не открије да је Сантос лажирао идентитет…

## Глумачка постава

### Главне улоге
| Глумац:       | Улога:                                                  |
| ------------- | ------------------------------------------------------- |
| Дана Гарсија  | Марија Росарио Мендоса Гарсија                          |
| Хорхе Салинас | Сантос Мартинес де лос Гарсас и Тревињо / Хорхе Алфредо |
| Пабло Монтеро | Данијел (Колосо де Аподака)                             |

### Споредне улоге
| Глумац:              | Улога:                       |
| -------------------- | ---------------------------- |
| Анхелика Марија      | Амалија Гарсија              |
| Артуро Пениче        | Фернандо (Мил аморес)        |
| Карла Алварес        | Ирасема                      |
| Малиљани Марин       | Елвира Ернандез              |
| Сусана Дисајас       | Венди                        |
| Хуан Ферара          | Хусто Мартинес де лос Гарсас |
| Серхио Мајер         | Бруно                        |
| Салвадор Пинеда      | дон Кончо                    |
| Алехандро Авила      | (Сијете марес)               |
| Латин Лавер          | Аиро (Авантуреро)            |
| Маријано Паласиос    | (Соњадор)                    |
| Рафаел Негрете       | (Баритоно)                   |
| Пати Дијас           | Мирна Рејносо                |
| Маријана Риос        | Ана Лопес                    |
| Телма Дорантес       | доња Мансија                 |
| Роберто Паласуелос   | Бруно                        |
| Мигел Анхел Бијађо   | Сусанито                     |
| Виктор Норијега      | Мајкл Џонсон                 |
| Лина Сантос          | Лурдес                       |
| Моника Санћес Наваро | Алтаграсија                  |
| Александер Холтман   | Арнолд Смит                  |
| Телма Дорантес       | Мансија                      |
| Марсело Букет        | Рубен дел Олмо               |
| Крисија Пресијадо    | Памела                       |
| Рената Нотни         | Палома                       |
| Кариме Ернандес      | Исабел                       |
| Далила Поланко       | Фани                         |

## Занимљивости
- Пабло Монтеро ову теленовелу је посветио покојном брату Оливеру Ернандезу, који је преминуо у јулу, а Хорхе Салинас недавно преминулој мајци. Њихова колегиница Дана Гарсија одиграла је улогу Марије у помен покојном оцу.
- За главну женску улогу Дана се борила са Аном Брендом, партнерком Хорхеа Салинаса из претходне серије La que no podía amar коју је победила у фото финишу.
- На кастингу за главни мушки лик приступили су Хорхе Салинас, Хосе Рон и Пабло Монтеро. Након што је Хосе испао из комбинације, Салвадор Мехија је одлучио да Салинасу додели улогу протагонисте, а Паблу лик главног негативца.
- Глумачка екипа Дивне љубави посетила је гроб трагично преминулог мексичког певача и глумца Педра Инфантеа, како би одали почаст његовој каријери. Реч је о једном од најпопуларнијих личности Латинске-Америке средином 20. века, чије су улоге обележиле златно доба мексичке кинематографије. Неки од његових хитова, публика ће моћи чути током теленовеле у извођењу главних јунака.
- Иако се шушкало да насловну нумеру теленовеле треба отпевати Лусеро отпевао ју је Висенте Фернандез.
- Занимљиво је то да је лик Сантоса у теленовели преживео авионску несрећу, а да је у стварном животу услед ње погинуо Педро Инфанте. Живот и каријера познатог Мексиканца прекинуло је рушење авиона, којим је пилотирао.
- На снимању рођендане су прославили Пабло Монтеро (41), Карла Алварес (40), Анхелика Марија (68) и Латин Ловер (45).